# Podagricomela metallica
Podagricomela metallica es una especie de insecto coleóptero de la familia Chrysomelidae. Fue descrita en 1997 por Medvedev.